# Droyes
Droyes est une partie de la commune française de Rives-Dervoises, dans le département de la Haute-Marne, en région Grand Est. Auparavant, Droyes était une commune.

## Géographie

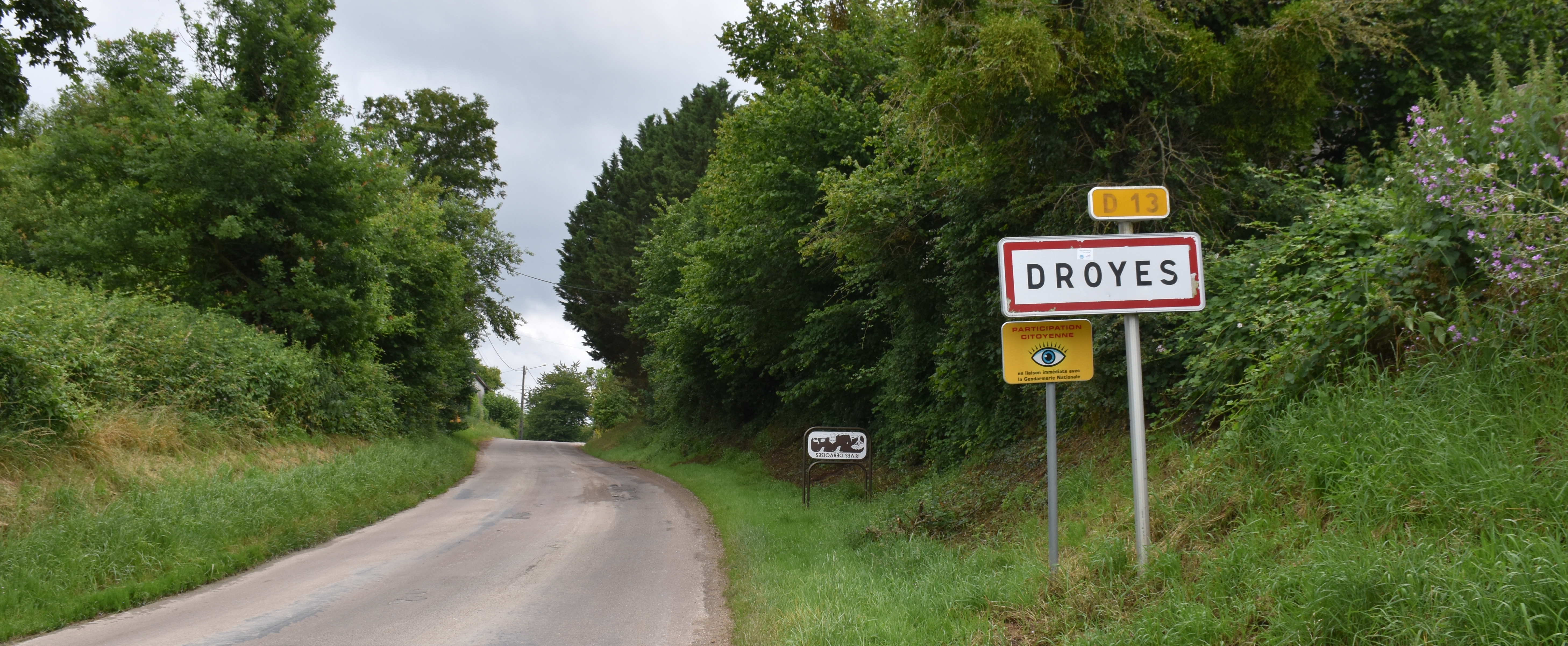
Une entrée du village.

## Toponymie
Son nom, d'origine celtique, Dreia en 1114, est celui de la Droye, d'une racine hydronymique dur- et du suffixe -eia.

## Histoire
Le village fut fondé par saint Berchaire au IXe siècle.
Droyes était une des plus importantes seigneuries du monastère de Montier-en-Der.
Charte d'affranchissement en 1511.
Par un arrêté préfectoral du 21 décembre 2015, Droye s'est regroupée avec les communes de Longeville-sur-la-Laines, Louze et Puellemontier qui deviennent des communes déléguées de la nouvelle commune de Rives Dervoises ainsi créée. Son chef-lieu est fixé à Puellemontier.

## Politique et administration

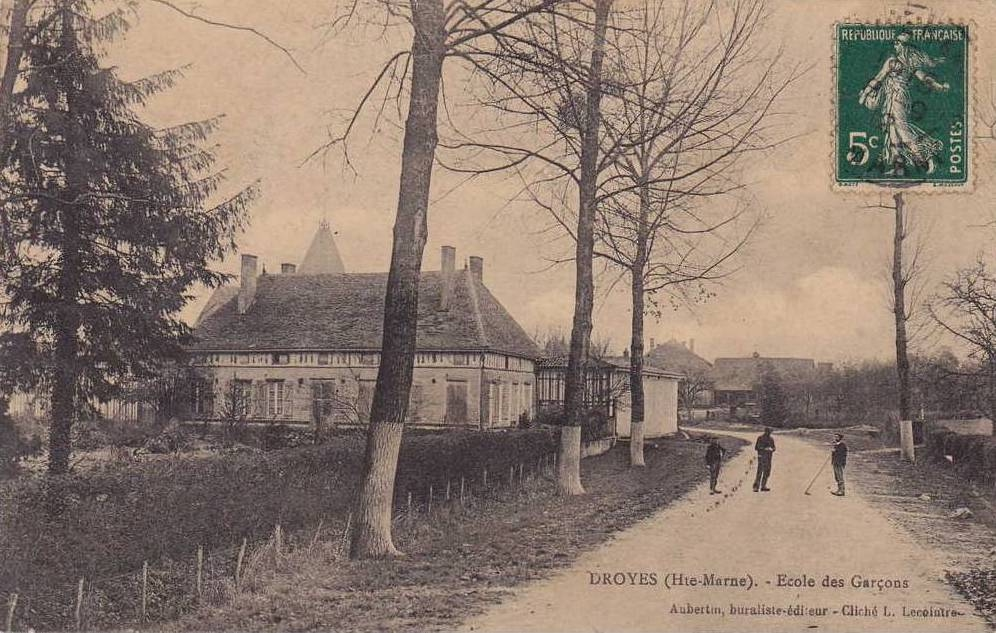
Carte postale du village vers 1912.

### Liste des maires
| Période                                  | Période   | Identité          | Étiquette     | Qualité |
| ---------------------------------------- | --------- | ----------------- | ------------- | ------- |
| Les données manquantes sont à compléter. |           |                   |               |         |
| 1988                                     | Juin 1995 | Henri Dorolle     |               |         |
| juin 1995                                | mars 2008 | Louis Herbillon   | Divers droite |         |
| mars 2008                                | 2014      | Anne-Marie Kremer |               |         |
| 2014                                     | En cours  | Alain Corbin      |               |         |

## Population et société

### Démographie
L'évolution du nombre d'habitants est connue à travers les recensements de la population effectués dans la commune depuis 1793. À partir du 1er janvier 2009, les populations légales des communes sont publiées annuellement dans le cadre d'un recensement qui repose désormais sur une collecte d'information annuelle, concernant successivement tous les territoires communaux au cours d'une période de cinq ans. 
Pour les communes de moins de 10 000 habitants, une enquête de recensement portant sur toute la population est réalisée tous les cinq ans, les populations légales des années intermédiaires étant quant à elles estimées par interpolation ou extrapolation. Pour la commune, le premier recensement exhaustif entrant dans le cadre du nouveau dispositif a été réalisé en 2006,.
En 2013, la commune comptait 424 habitants, en évolution de +2,91 % par rapport à 2008 (Haute-Marne : −2,45 %, France hors Mayotte : +2,49 %).
| 1793 | 1800  | 1806 | 1821 | 1831 | 1836  | 1841  | 1846 | 1851  |
| ---- | ----- | ---- | ---- | ---- | ----- | ----- | ---- | ----- |
| 862  | 1 026 | 979  | 967  | 976  | 1 016 | 1 009 | 998  | 1 010 |

| 1856 | 1861 | 1866 | 1872 | 1876 | 1881 | 1886 | 1891 | 1896 |
| ---- | ---- | ---- | ---- | ---- | ---- | ---- | ---- | ---- |
| 907  | 960  | 976  | 933  | 900  | 859  | 871  | 773  | 783  |

| 1901 | 1906 | 1911 | 1921 | 1926 | 1931 | 1936 | 1946 | 1954 |
| ---- | ---- | ---- | ---- | ---- | ---- | ---- | ---- | ---- |
| 731  | 694  | 635  | 522  | 505  | 493  | 452  | 478  | 442  |

| 1962 | 1968 | 1975 | 1982 | 1990 | 1999 | 2006 | 2011 | 2013 |
| ---- | ---- | ---- | ---- | ---- | ---- | ---- | ---- | ---- |
| 424  | 395  | 338  | 359  | 334  | 333  | 398  | 416  | 424  |

### Manifestations culturelles et festivités
Fête municipale le premier weekend de mai.
Feu d'artifice les 13 juillet au soir.

## Culture locale et patrimoine

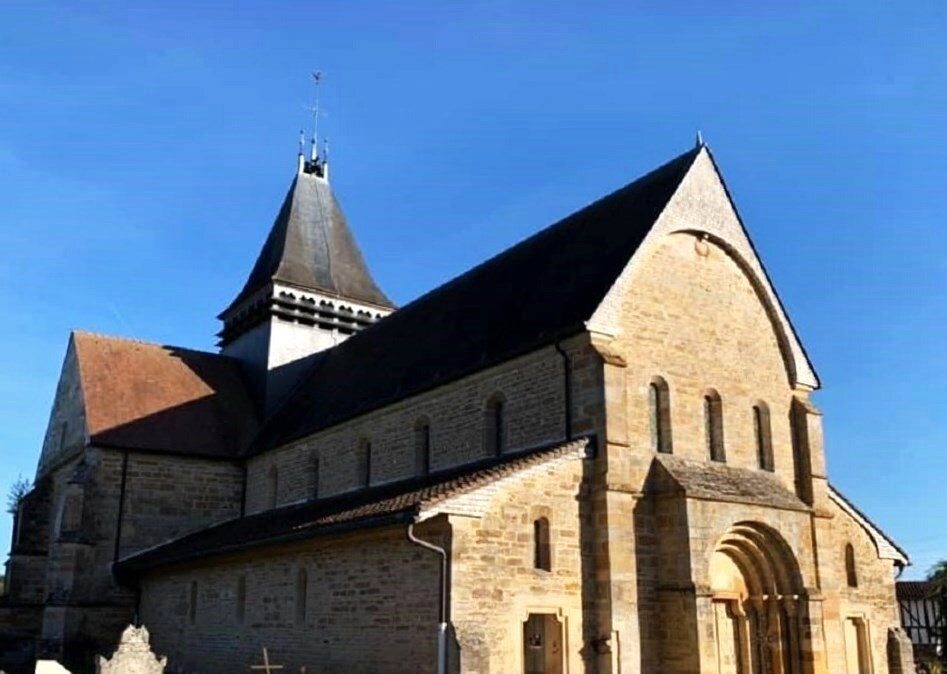
l'église Notre-Dame-de-l'Assomption

### Lieux et monuments

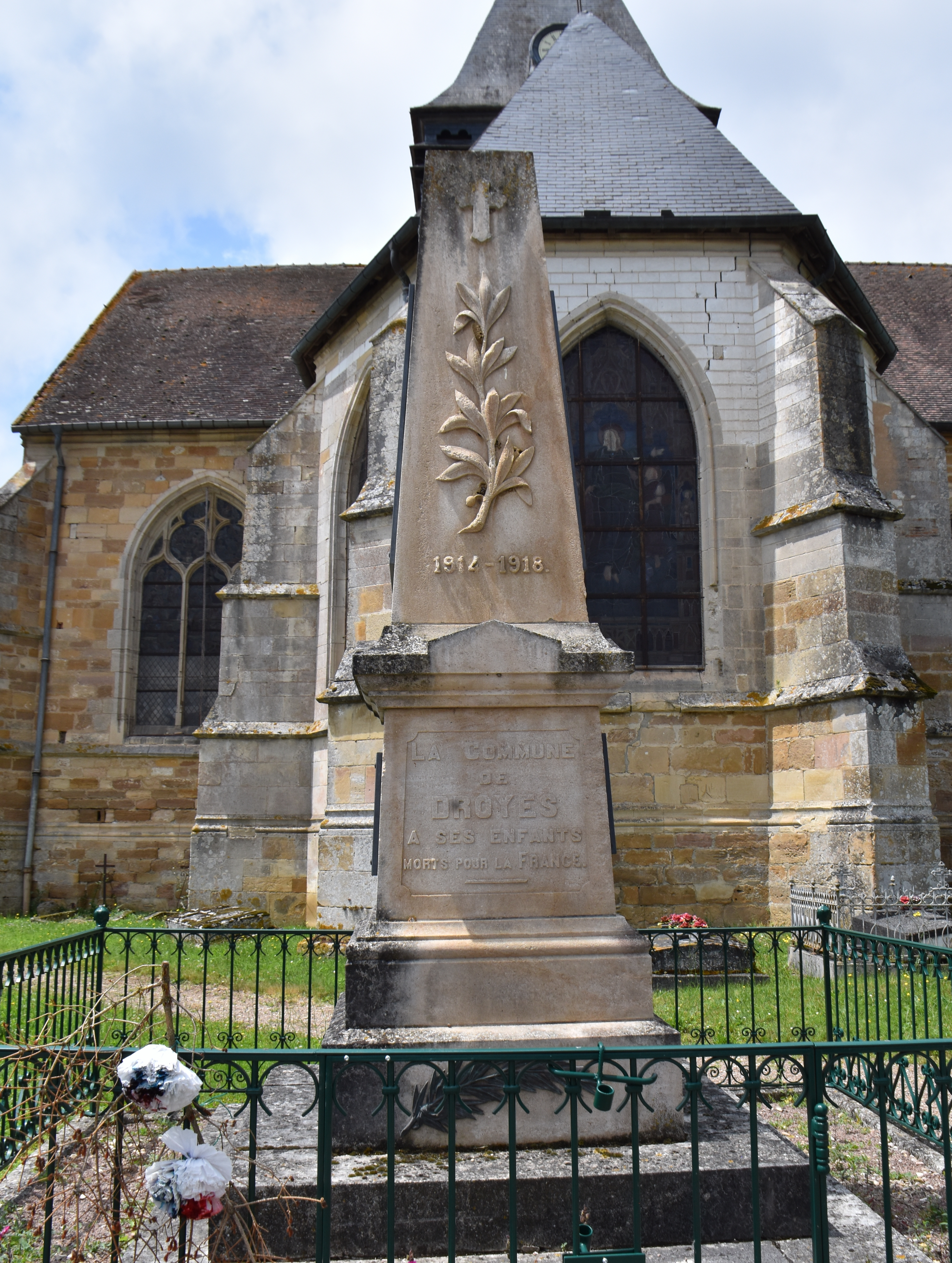
Le monument aux morts.

- L'église Notre-Dame-de-l'Assomption (classée monument historique[5],[6]), fortifiée, date du XIIe siècle et fut reconstruite en 1647.

Elle présente une nef romane et collatéraux du XIe, un chœur et transept à deux travées du début du XVIe siècle, de même que le portail roman en bois, l'abside pentagonale, et les voûtes d'ogives à liernes et tiercerons.
On peut y remarquer les fonts baptismaux, et surtout un ensemble de vitraux, du XVIe siècle également, représentant des scènes de vie de saint Nicolas, ainsi que La Lapidation de saint Étienne.
Les cinq vitraux du chœur datent de 1873. Ils sont l'œuvre des maîtres verriers de l'école troyenne, et représentent l'assomption de la Vierge Marie et les quatre évangiles. Les toiles le Scapulaire et le Rosaire sont eux du XIIe siècle.
- Le village comporte également d'importantes constructions à pans de bois.
- Le lieu-dit Les Abimeux abritait au XIIe siècle un couvent de femmes ; un puits y existe toujours et constitue le dernier vestige de ce couvent ; la maison qui est désormais à cet emplacement serait donc construite sur les ruines de cet ancien couvent ;

### Personnalités liées à la commune
- Hubert Charuel, réalisateur, qui a tourné son film Petit Paysan à Droyes, dans la ferme de ses parents.